# Matheus Vivian
Matheus Coradini Vivian (* 5. April 1982 in Caçapava do Sul, Brasilien) ist ein ehemaliger Fußballspieler. Er spielte für Eintracht Frankfurt in der 2. Bundesliga sowie für mehrere französische Clubs. Neben der brasilianischen besitzt er auch die italienische Staatsangehörigkeit.

## Leben und Karriere
Vivian wuchs im Süden Brasiliens auf. Als Zwölfjähriger kam er zu Grêmio Porto Alegre, wo er die Jugendmannschaften durchlief und 1999 seinen ersten Profivertrag erhielt. Mit 15 Jahren wurde er erstmals in die brasilianische Junioren-Nationalmannschaft berufen. Mit der brasilianischen U17-Nationalmannschaft gewann er 1999 den Weltmeistertitel. Seinen einzigen Turniereinsatz hatte er am 21. November 1999 im Viertelfinale gegen Paraguay. 
Gemeinsam mit seinem Landsmann Franciel Hengemühle wechselte er zur Saison 2002/03 nach Europa zu Eintracht Frankfurt, konnte sich dort aber auch aufgrund von Verletzungen nicht etablieren. Neben acht Spielen mit den Eintracht-Amateuren in der damals drittklassigen Regionalliga Süd kam er zu nur zwei Einsätzen in der 2. Bundesliga, trug damit aber zum Aufstieg in die Fußball-Bundesliga bei.
2003 ging er zunächst auf Leihbasis zurück zu Grêmio Porto Alegre, um im Januar 2004 zu UD Las Palmas in die zweite spanische Liga zu wechseln. Nach kurzer Zwischenstation in Botafoago spielte er ab Sommer 2005 in Frankreich: Zunächst für Grenoble Foot in der Ligue 2, ab Sommer 2007 für den FC Metz, der gerade in die Ligue 1 aufgestiegen war, nach nur einer Saison aber wieder abstieg, und ab 2010 für den FC Nantes. Zur Saison 2012/13 ging er zu PAOK Saloniki, wo er in der Super League (Griechenland) spielte und außerdem zu einem Einsatz in der Qualifikation für die Europa League kam. Bereits im Januar 2013 ging er zurück nach Frankreich zum EA Guingamp, mit dem er zum Saisonende in die Ligue 1 aufstieg und 2014 den französischen Fußballpokal gewann. Seine letzte Station als Fußballspieler hatte er beim FC Sochaux (Ligue 2), wo er im Sommer 2017 seine Karriere beendete.
Nach Abschluss der sportlichen Karriere erwarb er ein Sportmanagement-Diplom am Centre de Droit et d'Economie du Sport der Universität Limoges. Bereits seit 2016 ist er als CEO der brasilianischen Hermit Crab Studios tätig; das Unternehmen entwickelt mobile Computerspiele mit individuellem Branding für Fußballteams.

## Erfolge
- U-17-Weltmeister 1999 (mit Brasilien)
- Französischer Pokalsieger 2014 (mit EA Guingamp)